# Bohumil Fišer

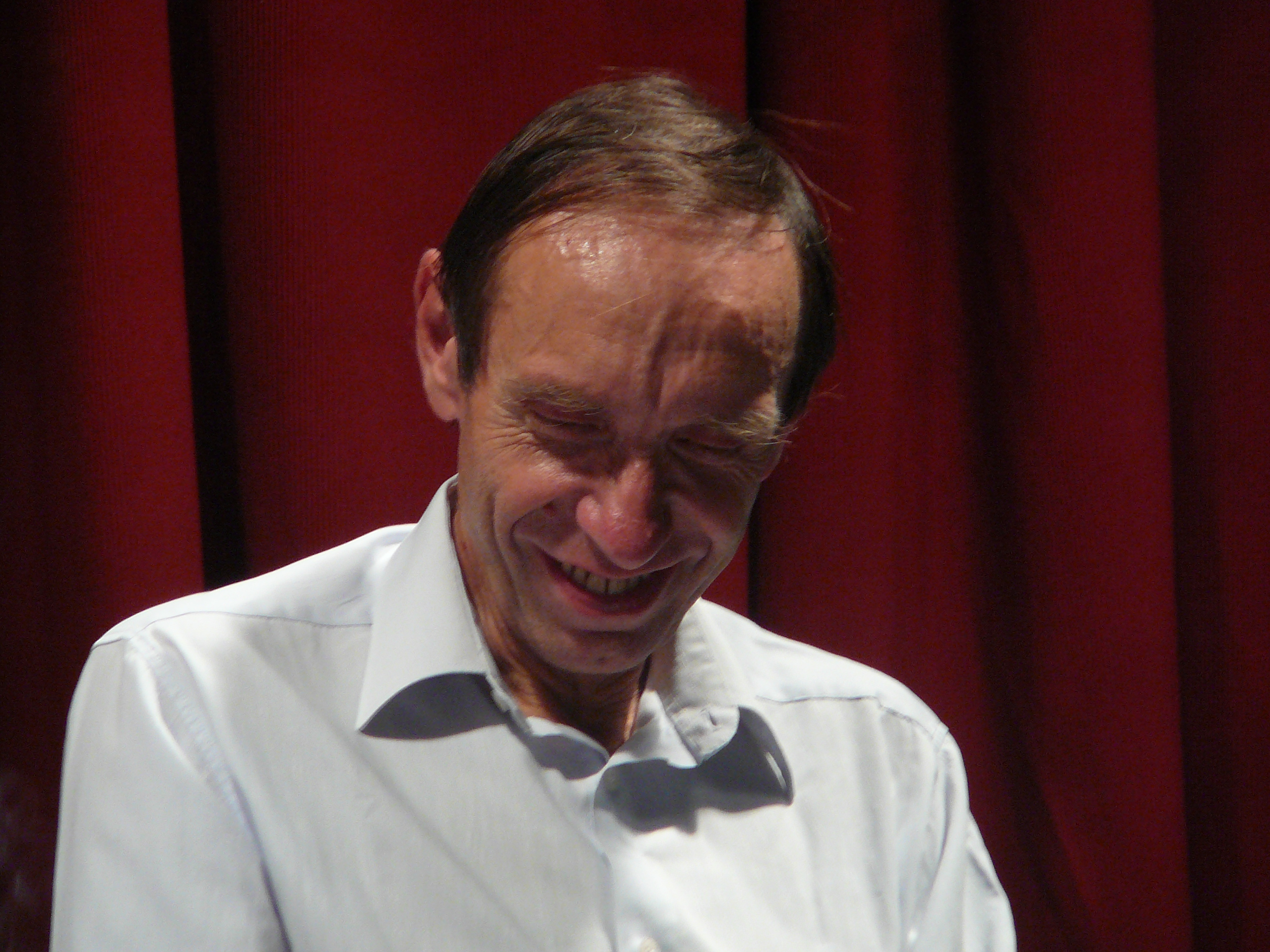
Bohumil Fišer (2008)

Bohumil Fišer (* 22. Oktober 1943 in Brünn; † 21. März 2011 ebenda) war ein tschechischer Kardiologe und Politiker der Tschechischen Sozialdemokratischen Partei (Česká strana sociálně demokratická).

## Leben
Nach dem Schulbesuch studierte Fišer Medizin und Physiologie an der Masaryk-Universität in Brünn und war nach Beendigung des Studiums als Physiologe tätig. Später spezialisierte er sich auf Kardiologie, Herzinfarkte und Krankheiten des Kreislaufsystems wie arterielle Hypertonie und wurde 1989 zunächst Dozent an der Masaryk-Universität, ehe er 1995 den Ruf auf eine Professur an der Medizinischen Fakultät der Masaryk-Universität annahm.
Fišer, der seit 1993 Mitglied der Česká strana sociálně demokratická (ČSSD) war, wurde am 9. Februar 2000 von Ministerpräsident Miloš Zeman als Nachfolger von Ivan David zum Gesundheitsminister in dessen Kabinett berufen und gehörte diesem bis zum Ende von Zemans Amtszeit am 12. Juli 2002 an. Nachfolgerin als Gesundheitsministerin wurde daraufhin Marie Součková.
Im Anschluss war er bis 2005 Mitglied des Exekutivgremiums der Weltgesundheitsorganisation (WHO) und nahm darüber hinaus auch wieder seine Lehrtätigkeit als Professor an der Masaryk-Universität wieder auf. Zuletzt war er dort auch Direktor des Instituts für Physiologie.
| Personendaten    | Personendaten                          |
| ---------------- | -------------------------------------- |
| NAME             | Fišer, Bohumil                         |
| KURZBESCHREIBUNG | tschechischer Kardiologe und Politiker |
| GEBURTSDATUM     | 22. Oktober 1943                       |
| GEBURTSORT       | Brünn                                  |
| STERBEDATUM      | 21. März 2011                          |
| STERBEORT        | Brünn                                  |